# Perkins Engines
Perkins Engines (per esteso Perkins Engines Company Limited), è una società controllata da Caterpillar, si occupa della produzione di motori diesel e a ciclo otto per diverse destinazioni di mercato.

## Storia
F. Perkins Ltd, venne fondata il 7 giugno 1932 a Peterborough da Frank Perkins e Charles Chapman.  I motori diesel dell'epoca erano pesanti e lenti; Chapman concepì il motore diesel veloce. Il primo motore diesel veloce al mondo fu il Perkins quattro cilindri Vixen, che debuttò nel 1932. Dopo la seconda guerra mondiale la compagnia diventò pubblica.
Nel 1957 siglò un accordo con la società italiana produttrice di trattori Landini, la quale consentì a questa di produrre su licenza i motori inglesi in Italia.
Nel 1959 la società venne venduta a Massey Ferguson e successivamente divenne parte di LucasVarity, lo sviluppo continuò e Perkins aggiornò i suoi prodotti conciliandoli con le restrittive normative sulle emissioni nocive, e nel contempo, progettò nuove serie destinate alla produzione di energia e per carrelli elevatori.
Fornitore di Caterpillar sin dagli anni '70, nel 1998 venne acquisita da quest'ultima per 1.325 milioni di dollari, diventando la più grande compagnia mondiale per la produzione di motori.
La produzione avviene in Inghilterra, USA, Brasile e Cina.
Perkins era direttamente presente sul territorio italiano con la filiale Motori Perkins, che nel corso del 2010 è stata acquisita da BU Power Systems, che cura la distribuzione dei motori inglesi anche in Germania, Polonia, Slovenia, Croazia, Serbia, Bosnia, Montenegro, Macedonia e Malta.